# 福永裕梨
福永 裕梨（ふくなが ゆり、1994年9月15日 - ）は、北海道テレビ放送（HTB）の女性アナウンサー。

## 来歴・人物
徳島県徳島市出身。身長157cm。徳島県立城南高等学校を経て、神戸大学経済学部に入学。
2015年ミスキャンパス神戸に選ばれ、「Miss of Miss Campus Queen Contest 2016」に出場。
関西アナウンススクールに通い、2017年北海道テレビ放送に入社。同期は土屋まり。
特技は小学校からしていたバドミントン。趣味は野球観戦で、中学3年の夏から高校野球ファン。「野球に興味があるのなら」と誘われて、高校1年生の時から徳島県内の球場でアナウンスの手伝いをしていた。アナウンスを通じて「試合進行に貢献している」というやりがいを感じ、アナウンサーになりたいと思うきっかけになった。
2011年3月、在学中の城南高校が第83回選抜高等学校野球大会に出場。高校にはチアリーディング部がなかったため、即席でチームが結成され、福永もこれに参加。甲子園でチアダンスを踊った。
神戸大学在学時はビールの売り子として4年間甲子園に通う。大学ではバドミントンサークルと軟式野球同好会に所属していた。

## 出演
太字は、現在出演中
- イチモニ! （2023年10月5日より木曜・金曜はメインMC担当、土曜日はメインMC・ニュースコーナー担当。）
- ハナタレナックス（不定期）- 進行役
- HTBノンフィクション（不定期） - ナレーション
- 朝だ!生です旅サラダ（朝日放送テレビ、2017年11月25日）弟子屈町ファーム・ピープルから中継[9]
- イチオシ! 「イチオシ!生中継」隔月月曜日リポーター（土屋まりと隔月交代、2017年10月9日-2018年3月）[1]
- アナちゃん
- 全国高校野球選手権大会中継（朝日放送テレビ、2017年） - アルプススタンドリポート
- イチオシ!!ファイターズ（日本ハムファイターズ中継のリポーター）

### 映画
- 映画 プリキュアミラクルユニバース（2019年、アナウンサー役〈声の出演〉）[10]